# 瓦邦
瓦邦（法語：Waben）是法国北部-加来海峡大区加来海峡省的一个市镇，属于蒙特勒伊区贝尔克县。该市镇2009年时的人口为431人。

## 人口
瓦邦人口变化图示
| 数据来源：INSEE |